# Jean-Charles Marchand
Jean-Charles Marchand, né le 26 janvier 1953 à Paris, est un journaliste français, grand reporter, chroniqueur judiciaire, essayiste et auteur-réalisateur de documentaires pour la télévision, fils d'un professeur de médecine.

## Biographie
Après un cursus secondaire (section littéraire) au lycée Carnot à Paris puis des études de philosophie et de sciences humaines à l'Université Paris Ouest Nanterre La Défense, il a débuté fin 1974 comme reporter à la rédaction parisienne de Radio Monte-Carlo où il se spécialise dans les affaires criminelles et la chronique judiciaire. 
Nommé grand reporter en 1980, il suit de nombreux conflits à l'étranger, notamment au Moyen-Orient et dans les Balkans.
Parallèlement, il est pigiste permanent au magazine VSD (1981-1986), puis à Paris Match (1986-1991).
Il est nommé chef du service "reportages et informations générales" de Radio Monte Carlo en 1994.
Il quitte l'entreprise fin 1998 lors du désengagement capitalistique de l’État français et poursuit une carrière de journaliste pigiste pour la presse écrite nationale quotidienne et magazine.
À partir de 2000, il conçoit et développe avec Jacques Malet  le principe de l’émission télévisée Verdict : décrypter un passage à l’acte criminel au prisme de l’audience de cour d’assises, en utilisant à la fois les principes du droit pénal et les outils des sciences humaines et sociales (psychologie, psychiatrie, psychanalyse, sociologie, sémiologie…) En dix ans, il est l'auteur des cinquante-deux émissions Verdict réalisées devant trente cours d'assises différentes et diffusées, d’abord par France 5 (2005-2015), puis par France 2 (2009-2010) et différentes autres chaînes (TV5 Monde, Planète+ CI, 13e rue…)

## Réflexion sur la justice pénale

### La télévision
La spécificité conceptuelle de l’émission Verdict réside dans le refus de la spectacularisation du  traitement télévisuel des affaires pénales. Prenant appui sur les témoignages et les expertises, chaque film s’efforce de reconstruire un fait criminel, d’en relever les prémices et de retracer le parcours de vie d’un accusé avant de tenter d’articuler et de combiner tous ces éléments pour approcher de la vérité psychosociologique d’un passage à l’acte.
Chaque film, quelle que soit la nature du crime imputé, suit un rituel immuable : d'abord le déroulement et les circonstances précises des faits reprochés, avec les témoins, les experts en médecine légale, en anatomo-pathologie, en balistique,... et l'examen des aveux ou des dénégations de l'accusé; Puis vient l'anamnèse et le processus de socialisation du sujet, avec les témoignages de ses proches et les vues de ses différents lieux de vie et d'activités, avant d'examiner avec les experts psychiatres et psychologues l'état mental de l'accusé, la structure de son psychisme et la représentation qu'il se fait du crime qui lui est reproché. Le rapprochement et la confrontation de l'ensemble de ces éléments d'analyse permettent ainsi d'appréhender la lecture finale du verdict qui clôt chaque film. Délaissant ainsi le seul aspect émotionnel et souvent factice du fait divers, l’émission devient ainsi "l’exploration d’une énigme psychologique" menée "selon un dispositif rigoureux et sans emphase".
L’exigence est de restituer un sens à un acte criminel sans s’appesantir sur la "traque" d’un criminel, la monstruosité des faits commis et l’émotion que ces faits suscitent. "Le recours aux outils conceptuels des sciences humaines nous placent sur une analyse clinique et non morale ou spectaculaire d’un passage à l’acte. Nous donnons beaucoup de place aux experts psychiatres et psychologues ainsi qu'à la sociologie, en retraçant les processus de socialisation des accusés. Le souci constant est d’éviter les "effets" dramatisants inutiles et non signifiants et de faire confiance à l’intelligence des téléspectateurs
Ainsi, "chaque documentaire, au fil des audiences, met en branle cette mécanique réflexive lui permettant de cerner ce qui se joue – consciemment ou non – dans le passage à l’acte."
Constatant qu'un film de 52 minutes ne parvient pas à "épuiser" totalement tous les aspects d'une affaire criminelle, Jean-Charles Marchand ouvre en juin 2012 un site Internet dédié aux émissions Verdict. Ainsi sont mis à la disposition de tous un grand nombre d'éléments inédits sur chaque affaire : plans, fac-similés, pièces de procédure et, surtout, les vidéos intégrales des interviews des experts psychiatres et psychologues chargés du dossier.

### L'édition
Parallèlement aux œuvres pratiques que sont les films Verdict, Jean-Charles Marchand affine sa réflexion théorique dans une trilogie parue aux éditions Anne Carrière entre 2012 et 2014, toujours aux confins du champ pénal et de celui des sciences humaines et sociales. Dans un premier ouvrage, Passages à l’acte, l’auteur s’efforce de démontrer que le mobile allégué par chaque auteur de crime dissimule des mécanismes psychiques et socioculturels bien plus profonds et bien moins apparents, chaque acte criminel, enraciné dans le passé, révélant l’imaginaire de l’accusé et son rapport symbolique au monde. "Cette façon si particulière d’analyser le crime nous aide à comprendre le poids symbolique des meurtres. On voit alors dans ces mères infanticides, ces pères vengeurs, ces fils frustrés, des Caïn, des Médée et des Abraham." Expliciter un passage à l'acte c'est, explique l’auteur, "restituer le sujet dans le pensable, là où ne connaissait que le monstre. C'est retrouver le sujet derrière l'acte. Le passage à l'acte est une réponse à une angoisse qui dure et qui devient intolérable."
Formé à l’école structuraliste et très influencé par les écrits et les séminaires d'auteurs tels que Jacques Lacan, Roland Barthes, Émile Benveniste, Louis Althusser et Pierre Bourdieu, Jean-Charles Marchand tente ensuite, dans La structure de crime, de recenser et d’organiser les éléments psychosociaux invariants de sept crimes très différents et de relier ces éléments à un processus dynamique constant. L’auteur conclut en la prédominance d’un enchaînement de déterminismes individuels et sociaux laissant douter de l’existence conscientisée d’une intentionnalité criminelle. "L’auteur démontre que tous les crimes ont "un ordonnancement caché", qu’ils répondent aux mêmes mécanismes, une psycho-dynamique immuable". 
Finalement, le champ du crime fonctionne comme un ensemble structurel clos, avec ses règles inconscientes de dépendances et de déterminations. 
Le dernier livre de cette trilogie, Valentin et les délirants, s’attache à comprendre pourquoi l’irresponsabilité pénale de l’article 122-1 du Code Pénal est de moins en moins appliqué par les magistrats et les jurés populaires. Pour cela, l’auteur livre une monographie très complète du crime atroce et immotivé du petit Valentin (11 ans) commis à Lagnieu (Ain) au cours de la nuit du 28 au 29 juillet 2008 par Stéphane Moitoiret qui, depuis 20 ans, parcourait les routes de France avec sa compagne Noëlla Hégo afin de "remettre en route l’horloge du destin". Malgré l’évidence clinique d’une psychose délirante de type schizophrénique, deux jurys d’assises refusent de considérer Moitoiret comme irresponsable et le condamnent, en première instance à la réclusion criminelle à perpétuité puis, en appel à 30 ans de réclusion assortie d’une peine de sûreté des deux tiers. L’ouvrage est salué par de nombreux experts psychiatres.

## Ouvrages
- P… comme Police[10]avec Alain Hamon, Alain Moreau, Paris, 1983  (ISBN 9782852090125)
- Action directe, du terrorisme français à l’euroterrorisme[11],[12]avec Alain Hamon, Le Seuil, Paris, 1986  (ISBN 978-2020091299)
- Passages à l’acte, ce que les accusés nous apprennent du crime[13],[14],[15],[16], Anne Carrère, Paris, 2012  (ISBN 9782843376252)
- La structure du crime, pour une clinique des débats de cour d’assises[17],Anne Carrère Paris, 2013  (ISBN 9782843377068)
- Valentin et les délirants, monographie d’un délire à deux meurtrier[18],Anne Carrère, Paris, 2014  (ISBN 9782843377341)

## Documentaires
Collection Verdict :
- 1re saison (quatre films de 52 min - premières diffusions France 5 en 2005)[19]
- 2e saison (quatre films de 52 min - premières diffusions France 5 en 2007)
- 3e et 4e saisons (huit films de 52 min - premières diffusions France 5 en 2007-08)
- 5e saison (dix films de 52 min - premières diffusions France 5 en 2009)
- 6e saison (dix films de 52 min - premières diffusions France 5 en 2010)
- 7e saison (dix films de 52 min - premières diffusions France 5 en 2012)[20]
- 8e saison (cinq films de 52 min et un film de 90 min - premières diffusions France 5 en 2015)

Collection Affaires Non Résolues (premières diffusions France 5 en 2010)
- Le mystère de M. Robert
- Les enfants disparus de l’Isère
- L’insoluble mystère Carine Leroy